# Debout Congolais
Debout Congolais (Steht auf, Kongolesen) ist die Nationalhymne der Demokratischen Republik Kongo. Der Text stammt von Joseph Lutumba, die Melodie von Simon-Pierre Boka. Sie wurde nach der Unabhängigkeit 1960 eingeführt. Als sich das Land 1972 in Zaïre umbenannte, wurde sie durch die neue Hymne La Zaïroise ersetzt. Bei der Rückkehr zum Namen Kongo im Jahr 1997 wurde auch die alte Hymne wieder eingeführt. Der im Text erwähnte 30. Juni bezieht sich auf den 30. Juni 1960, den Tag der kongolesischen Unabhängigkeit.

## Originaltext
Debout Congolais
Debout Congolais

Unis par le sort

Unis dans l’effort pour l’indépendance

Dressons nos fronts

Longtemps courbés

Et pour de bon

Prenons

Le plus bel élan

Dans la paix

Ô Peuple ardent

Par le labeur

Nous bâtirons un pays plus beau qu’avant

Dans la paix

Citoyens,

Entonnez,

L’hymne sacré de votre solidarité

Fièrement

Saluez

L’emblème d’or de votre souveraineté

Congo

Don béni, Congo

Des aïeux, Congo

Ô Pays, Congo

Bien aimé, Congo

Nous peuplerons ton sol

Et nous assurerons ta grandeur

Trente juin, Ô doux soleil

Trente juin, du trente juin

Jour sacré, sois le témoin

Jour sacré de l’immortel serment de liberté

Que nous léguons

A notre postérité

Pour toujours.

## Deutsche Übersetzung der Nationalhymne der Demokratischen Republik Kongo
Steht auf, Kongolesen
Steht auf, Kongolesen

Vom Schicksal vereint.

Vereint in der Anstrengung für die Unabhängigkeit

Gehen wir aufrecht

Da wir lange gekrümmt gingen

Und nehmen wir endgültig

Den besten Anlauf im Frieden.

Oh glühendes Volk

Durch die Arbeit bauen wir im Frieden

Ein schöneres Land als zuvor.

Bürger,

Stimmt an,

Die heilige Hymne eurer Solidarität

Begrüßt stolz

Das goldene Emblem eurer Souveränität

Kongo.

Gesegnete Gabe, Kongo

Von den Vorfahren, Kongo

Oh unser Land, Kongo

Heiß geliebt, Kongo

Wir werden deinen Boden bevölkern

Und wir werden deine Größe versichern.

30. Juni, oh zarte Sonne

30. Juni, der 30. Juni

Gekrönter Tag, sei der Zeuge

Gekrönter Tag des unsterblichen Freiheitsschwures

Den wir hinterlassen

Für unsere Nachkommen

Für immer